# جنی نلسون
جنی نلسون (انگلیسی: Jenny Nelson؛ زادهٔ ) یک فیزیکدان اهل بریتانیا است.